# Charles Ross (äpplesort)
Charles Ross är en äppelsort vars skal är av en röd/gul-färg. Blomningen är medeltidig till sen, och äpplet pollineras av bland annat Ellison Orange, Filippa, James Grieve och Oranie. Äppleträdet tar omkring tio år innan det ger frukt. Äpplet är framtagit i England av Charles Ross, som var trädgårdsmästare på Wilford Park i Newbury i Berkshire i Storbritannien. Det är en korsning mellan Cox Orange och  Peasgood Nonsuch, som lanserades omkring 1890. Det står bra emot skorv. I Sverige odlas Charles Ross gynnsammast i zon I-II.
Personen Charles Ross har även tagit fram äpplesorten Encore. Charles Ross började spridas i Sverige år 1915 av Ramlösa Plantskola. C-vitamin 20mg/100gram.